# Barlach in Güstrow

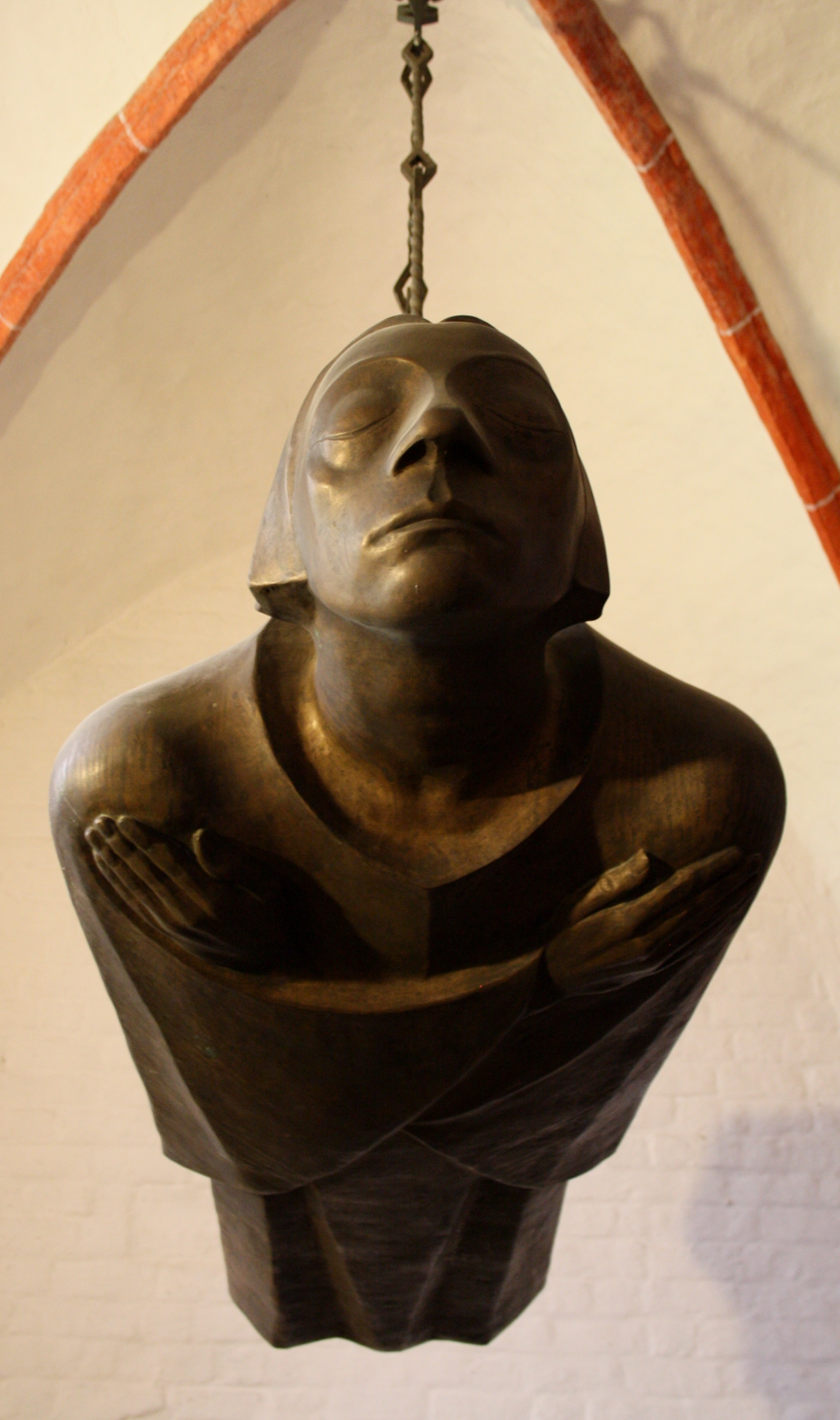
Der Schwebende, auch Güstrower Ehrenmal, Güstrower Dom (1927)

„Barlach in Güstrow“ ist eine erstmals 1968 erschienene Novelle von Franz Fühmann, in der ein Porträt des Künstlers Ernst Barlach gezeichnet wird. Die gesamte Handlung spielt an einem Tag im Jahr 1937, an dem in Güstrow ein Werk Barlachs, bekannt als Der Schwebende oder der Domengel, auf Anweisung der nationalsozialistischen Herrscher aus der Kirche geschafft wird; Barlachs Werk galt den Nazis als entartete Kunst. Fühmann erzählt fiktiv von der Verzweiflung Barlachs, der selbst eine Wandlung vom patriotisch-völkischen Befürworter des Ersten Weltkriegs zur Stimme, die das durch den Krieg verursachte Menschenleid anklagt und benennt, durchgemacht hat und nun an seiner Heimat und am Wesen der Welt verzweifelt. Dabei drückt Fühmann teilweise seine eigenen Haltungen und Gedanken auf dem Umweg über die expressionistisch-emotional gezeichnete Figur Barlach aus.

## Hintergrund
Barlachs Werke wurden von den Nationalsozialisten als Entartete Kunst eingestuft und nach und nach aus dem damaligen deutschen Geistesleben entfernt; so wurden beispielsweise seine Stücke an den deutschen Bühnen verboten und seine Werke aus Museen und öffentlichen Sammlungen entfernt. Seine 1927 geschaffene Skulptur Der Schwebende hatte im Güstrower Dom ihre Heimat gefunden, wurde aber 1937 entfernt und eingeschmolzen. Der Roman erzählt die von Franz Fühmann angenommene und gestaltete Reaktion Barlachs auf diese Tat. Barlach, der von den Machthabern als Gegner ihrer Weltsicht denunziert und mit Ausstellungsverbot belegt wurde, starb 1938. Ein Abguss des Schwebenden überdauerte den Krieg in Köln; diese ist seit 1952 in der Kölner Antoniterkirche aufgehängt. 1953 wurde eine Kopie dieses Abgusses wieder im Güstrower Dom aufgehängt; heute ist Barlach und sein Werk für Güstrow ein wichtiger touristischer Faktor; es gibt ein Barlach-Museum und Barlach-Führungen.

## Ausgaben
Ursprünglich wurde der Text 1963 vom Hinstorff Verlag Rostock als Begleitmaterial zu einer Barlach-Ausstellung publiziert; damals hieß er noch „Ernst Barlach: Das schlimme Jahr“. Als „Barlach in Güstrow“ wurde er dann in den Erzählband „König Ödipus“ (Aufbau-Verlag Berlin und Weimar, 1966) aufgenommen und 1973 als Reclam-Band 487 als eigenständiger Text mit einigen Fotos von Werken Barlachs veröffentlicht.